# Bataille de Mayi
Guerre entre la dynastie Han et les Xiongnu
Batailles
- Mayi
- Mobei
- Loulan
- Tian Shan
- Jushi
- Zhizhi
- Yiwulu
- Monts Altai

La bataille de Mayi (馬邑之戰) est une embuscade organisée par la dynastie Han contre le Chanyu des Xiongnu, qui finit par avorter. Elle marque la fin de la paix de jure entre les Han et les Xiongnu et pousse la Cour des Han à mettre l'accent sur l'usage de la cavalerie et à débuter une politique agressive basée sur la multiplication des offensives militaires.

## Contexte
Avant la bataille de Mayi, il y avait déjà eu deux affrontements importants entre les Chinois et les Xiongnu. Pendant la période des Royaumes combattants, le général Li Mu de l’État de Zhao a vaincu les Xiongnu en attirant leurs troupes au cœur du territoire de Zhao pour leur y tendre une embuscade. En employant une tactique similaire, le général Meng Tian de la dynastie Qin repousse les Xiongnu à plus de 750 km vers le nord et fait construire la première grande muraille pour se prémunir contre les futures attaques.
En 200 av. J.-C., le Chanyu Modu inflige une humiliante défaite à l’empereur Han Gaozu, lors de la bataille de Baideng. Se retrouvant en position de faiblesse militaire, les Han sont forcés de faire appel à la diplomatie pour apaiser la situation et calmer l’hostilité des Xiongnu. Finalement, les deux parties font la paix et signent les accords Heqin, qui sont officiellement un système d'alliance scellé par des mariages et des dons périodiques. En théorie, Chinois et Xiongnu sont sur un pied d'égalité dans le cadre de ces accords. En pratique, les Han sont en position de faiblesse face aux Xiongnu et les "dons" sont en réalité un tribut que les premiers versent aux seconds. Enfin, malgré ces accords, les zones frontalières sont régulièrement ravagées par des raids des Xiongnu.
Soixante-dix ans après Baideng, la dynastie des Han a gagné en puissance militaire. Au début de son règne, l'Empereur Han Wudi maintient une politique visant à préserver la paix et respecte les accords Heqin. Mais une faction pro-guerre gagne en puissance au sein de la Cour et veut frapper un grand coup contre les Xiongnu. Le plan est de reproduire la stratégie utilisée par Li Mu et Meng Tian en attirant la cavalerie Xiongnu à l'intérieur du territoire chinois, sur un terrain où l’armée chinoise, composée presque entièrement de fantassins et de chars, aurait l'avantage.

## L'embuscade
En 133 av. J.-C., sur la suggestion de son ministre Wang Hui, l'empereur Wudi envoie son armée tendre un piège au Chanyu des Xiongnu près de la ville de Mayi. Un puissant commerçant local/contrebandier, nommé Nie Wengyi (聶翁壹), fait croire au Chanyu Junchen qu’il a tué le magistrat local et qu’il est disposé à offrir la ville aux Xiongnu. Le plan consiste à attirer l'armée ennemie en l'incitant à marcher sur Mayi, pour qu’une armée Han forte de 300 000 soldats, cachés dans la région, puisse leur tendre une embuscade.
Ironiquement, le plan échoue car l’appât utilisé par les Han est trop attrayant. Dans un premier temps, le Chanyu mord à l'hameçon et organise un raid sur Mayi. En chemin, il aperçoit des champs et des pâturages avec de nombreuses têtes de bétail, mais aucun éleveur. Sentant que la situation est de plus en plus suspecte, il ordonne à ses hommes de stopper leur avance et envoie des éclaireurs explorer la région. Ceux-ci capturent un soldat Han dans un avant-poste local, qui divulgue l’ensemble du plan à Junchen. Choqué par la nouvelle, le Chanyu Junchen se reprend et se replie rapidement, avant que les troupes des Han n'arrivent. À ce stade des opérations, l'armée chinoise est encore dispersée et incapable de se regrouper à temps pour pouvoir prendre de vitesse les Xiongnu. Wang Hui, le commandant en chef de cette opération, n'a alors que 30 000 hommes sous son commandement direct; ce qui est totalement insuffisant pour arrêter le repli des Xiongnu vers la steppe ou les vaincre. Wang hésite et finit par donner l'ordre à ses troupes de ne pas poursuivre les fuyards. Finalement, en conséquence, le plan échoue et aucun des deux camps n'a subi de perte.

## Conséquences
Après son retour à la Cour impériale, les ennemis politiques de Wang Hui le blâment pour l’échec du plan et sa réticence à poursuivre l’armée Xiongnu. Emprisonné en attendant son procès, Wang soudoie Tian Fen, qui est à la fois le Chancelier et l'oncle de l’empereur Wudi, dans l'espoir d'obtenir une libération conditionnelle. Il agit en vain, car l'empereur Wudi la lui refuse malgré l'intervention de son oncle. De désespoir, Wang se suicide dans sa cellule.
Même si les affrontements militaires frontaliers entre Han et Xiongnu se poursuivent depuis des décennies, c'est bien cette "bataille" qui met fin à la paix de jure entre les deux parties. L’organisation de cette embuscade révèle aux Xiongnu la position belliciste de la dynastie Han et l'abandon des accords Heqin par la Chine n'en est qu'une confirmation. Durant les années qui suivent cette "bataille", les Xiongnu intensifient le nombre de leurs raids frontaliers, ce qui ne fait que renforcer la faction pro-guerre de la Cour de Han en lui donnant plus d’arguments.
Un autre résultat de cette bataille est que l'empereur Wudi comprend à quel point il est difficile pour l’infanterie des Han de prendre l'avantage sur la cavalerie de Xiongnu, qui est bien plus mobile. Cela conduit à un changement de la stratégie des Han et accélère le développement d’une cavalerie chinoise efficace. Lors des campagnes ultérieures, la dynastie Han passe d’une position défensive à une stratégie offensive et réussit à lancer des expéditions militaires au cœur du territoire des Xiongnu.
L’échec de l’opération de Mayi incite également Wudi à reconsidérer ses choix en termes de commandants militaires. Déçu par l’inefficacité des généraux existants, il tourne son regard vers les nouvelles générations et les jeunes espoirs militaires, capables d’organiser une guerre basée sur des offensive anti-cavalerie. C'est ainsi qu’apparaît une nouvelle génération de tacticiens qui connaîtront gloire et victoires, comme Wei Qing et Huo Qubing, pendant que les membres de la vieille garde, comme Li Guang, commencent à tomber en disgrâce.